# Омао (Гаваї)
Омао (англ. Omao) — переписна місцевість (CDP) в США, в окрузі Кауаї штату Гаваї. Населення — 1346 осіб (2020).

## Географія
Омао розташоване за координатами 21°56′12″ пн. ш. 159°29′9″ зх. д. / 21.93667° пн. ш. 159.48583° зх. д. (21.936577, -159.485732).  За даними Бюро перепису населення США в 2010 році переписна місцевість мала площу 3,32 км², з яких 3,28 км² — суходіл та 0,05 км² — водойми.

## Демографія
Згідно з переписом 2010 року, у переписній місцевості мешкала 1301 особа в 453 домогосподарствах у складі 305 родин. Густота населення становила 391 особа/км².  Було 493 помешкання (148/км²).
Расовий склад населення:
| - 42,1 % — білих - 26,1 % — азіатів - 6,7 % — вихідців з тихоокеанських островів - 0,5 % — корінних американців - 0,4 % — чорних або афроамериканців - 1,1 % — осіб інших рас |

До двох чи більше рас належало 23,1 %. Частка іспаномовних становила 13,1 % від усіх жителів.
За віковим діапазоном населення розподілялося таким чином: 16,6 % — особи молодші 18 років, 64,3 % — особи у віці 18—64 років, 19,1 % — особи у віці 65 років та старші. Медіана віку мешканця становила 48,8 року. На 100 осіб жіночої статі у переписній місцевості припадало 96,5 чоловіків;  на 100 жінок у віці від 18 років та старших — 98,7 чоловіків також старших 18 років.
Середній дохід на одне домашнє господарство  становив 77 038 доларів США (медіана — 60 887), а середній дохід на одну сім'ю — 79 222 долари (медіана — 62 177). Медіана доходів становила 42 424 долари для чоловіків та 31 792 долари для жінок. За межею бідності перебувало 11,0 % осіб, у тому числі 12,8 % дітей у віці до 18 років та 4,4 % осіб у віці 65 років та старших.
Цивільне працевлаштоване населення становило 665 осіб. Основні галузі зайнятості: мистецтво, розваги та відпочинок — 18,8 %, освіта, охорона здоров'я та соціальна допомога — 18,3 %, роздрібна торгівля — 17,0 %.